# Euxoamorpha molibdoida
Euxoamorpha molibdoida là một loài bướm đêm thuộc họ Noctuidae. Nó được tìm thấy ở vùng Magallanes và Antartica Chilena của Chile và Ushuaia in Argentina.
Sải cánh dài khoảng 38 mm. Con trưởng thành bay từ tháng 12 đến tháng 2.